# Hurling bei den Olympischen Spielen
Hurling war bisher lediglich einmal als Demonstrationssportart bzw. im Rahmen des inoffiziellen Programms bei den Olympischen Sommerspielen 1904 in St. Louis vertreten. Letztlich fand am 20. Juli 1904 nur ein einziges Spiel statt, welches vom Innisfail Hurling Club (St. Louis) gewonnen wurde. Ergebnis und Gegner sind unbekannt.
Erst 120 Jahre später war Hurling als Teil der Gaelic Games, eines Sportfestivals in der Nähe von Château de Vincennes, im Rahmenprogramm der Olympischen Sommerspiele 2024 in Paris wieder präsent.